# فرج‌الله رجبی
فرج‌اله رجبی (زاده ۱۳۳۹ شیراز) سیاستمدار ایرانی و مدرس دانشگاه است. رجبی نماینده حوزه انتخابیه شیراز در دهمین دوره مجلس شورای اسلامی و رئیس سازمان نظام مهندسی ساختمان از سال ۱۳۹۵ تا ۱۳۹۸ بوده‌است.
وی دانش‌آموختهٔ مهندسی عمران از دانشگاه شیراز است و فعالیت شغلی خود را از سال ۱۳۶۴ در وزارت مسکن و شهرسازی و از استان فارس آغاز کرد. رجبی در فاصله سالهای ۱۳۷۶ تا ۱۳۸۲ شهردار شیراز بود. وی همچنین سابقه مدیرعاملی قطار شهری شیراز و معاونت خدمات شهری شهرداری شیراز را نیز در کارنامهٔ شغلی خود دارد.

## مجلس دهم
در دهمین دوره انتخابات مجلس شورای اسلامی، فرج‌اله رجبی، در لیست چهار نفرهٔ ائتلاف فراگیر اصلاح طلبان: گام دوم در شیراز حضور داشت و توانست با کسب ۱۷۲٬۸۸۳ رأی، در رتبهٔ دوم شیراز، وارد مجلس دهم شود. در انتخابات مجلس دهم، تمامی افراد لیست امید در شیراز به مجلس راه پیدا کردند.
سلفی وی با فدریکا موگرینی پس از مراسم تحلیف دومین دوره ریاست‌جمهوری حسن روحانی، موجب اعتراض‌های زیادی در رسانه‌ها و فضای مجازی شد که منجر به عذرخواهی او در مقابل این اقدام شد.

## سوابق
- ریاست سازمان نظام مهندسی کشور[۹]
- رئیس سازمان نظام مهندسی ساختمان استان فارس
- مدیرعامل سازمان قطار شهری شیراز
- شهرداری شیراز
- معاون شهردار شیراز[۱۰]

وی علاوه بر مشاغل دولتی و عمومی، مدیریت پروژه‌های عمرانی متعددی را نیز بر عهده داشته‌ است، که از آن جمله می‌توان به مدیریت ساخت سیلوی شیراز، سد سیوند، سد سلمان فارسی، کارخانه سیمان نی‌ریز اشاره کرد.